# Бином
Бином у алгебри представља полином са две променљиве, односно, састоји се из суме два монома.  Најједностванија је врста полинома после монома. 

## Дефиниција
Бином се у општем облику може представити на следећи начин:
{\displaystyle ax^{m}+bx^{n}\,,}
где су a и b константе, m и n природни бројеви, који одређују степене два монома која се сабирају, док су x и y променљиве. Уколико се за m и n дозволе и негативни бројеви, добија се Лоранов бином.
Неки од примера бинома су:
{\displaystyle -3x-2x^{2}} (константе уз чланове са y су нула)
{\displaystyle xy+yx^{2}}
{\displaystyle 0,7x^{3}-\pi y^{2}}

## Формуле

### Квадрат бинома
Квадрат бинома се може одредити по следећој формули:
{\displaystyle (A\pm B)^{2}=A^{2}\pm 2AB+B^{2}\,,}
где су A и B мономи. За више степене користе се биномни коефицијенти.

### Разлика квадрата
Бином x2 − y2 може се факторисати на следећи начин:
{\displaystyle x^{2}-y^{2}=(x+y)(x-y).}
Ово је специјални случај следеће општије формуле:
{\displaystyle x^{n+1}-y^{n+1}=(x-y)\sum _{k=0}^{n}x^{k}\,y^{n-k}.}
Када се ради са комплексним бројевима, може се доћи и до следеће формуле:
{\displaystyle x^{2}+y^{2}=x^{2}-(iy)^{2}=(x-iy)(x+iy).}

### Факторизација кубова
Уколико је бином сачињен из збира или разлике два куба, он се може факторисати на следећи начин:
{\displaystyle x^{3}+y^{3}=(x+y)(x^{2}-xy+y^{2})}
{\displaystyle x^{3}-y^{3}=(x-y)(x^{2}+xy+y^{2})}.